# Muoviti svelto
Muoviti svelto, uscito il 31 marzo 2015, è il settimo album di Zibba e Almalibre; è un album di inediti tra cui Muoviti svelto il primo singolo tratto dall'omonimo album e che vede
la collaborazioni con altri musicisti tra cui Niccolò Fabi in Farsi male, Omar Pedrini in Il giorno dei santi.

## Tracce
1. Farsi male (feat. Niccolò Fabi) – 3:14
2. Muoviti svelto – 3:04
3. Ovunque – 5:00
4. Il sorriso altrove – 3:26
5. Che ore sono – 3:42
6. La medicina e il dolore (feat. Patrick Benifei) – 4:27
7. Le distanze (feat. Bunna) – 2:31
8. Santaclara – 3:43
9. Il giorno dei santi (feat. Omar Pedrini) – 4:05
10. Vengo da te (feat. Leo Pari) – 2:35

## Formazione
- Zibba - voce, chitarra
- Andrea Balestrieri - batteria
- Stefano Ronchi - chitarre
- Stefano Cecchi - basso
- Stefano Riggi - sassofono, tastiere
- Caldero (Juan Carlos Calderin) - percussioni